# 攀岩

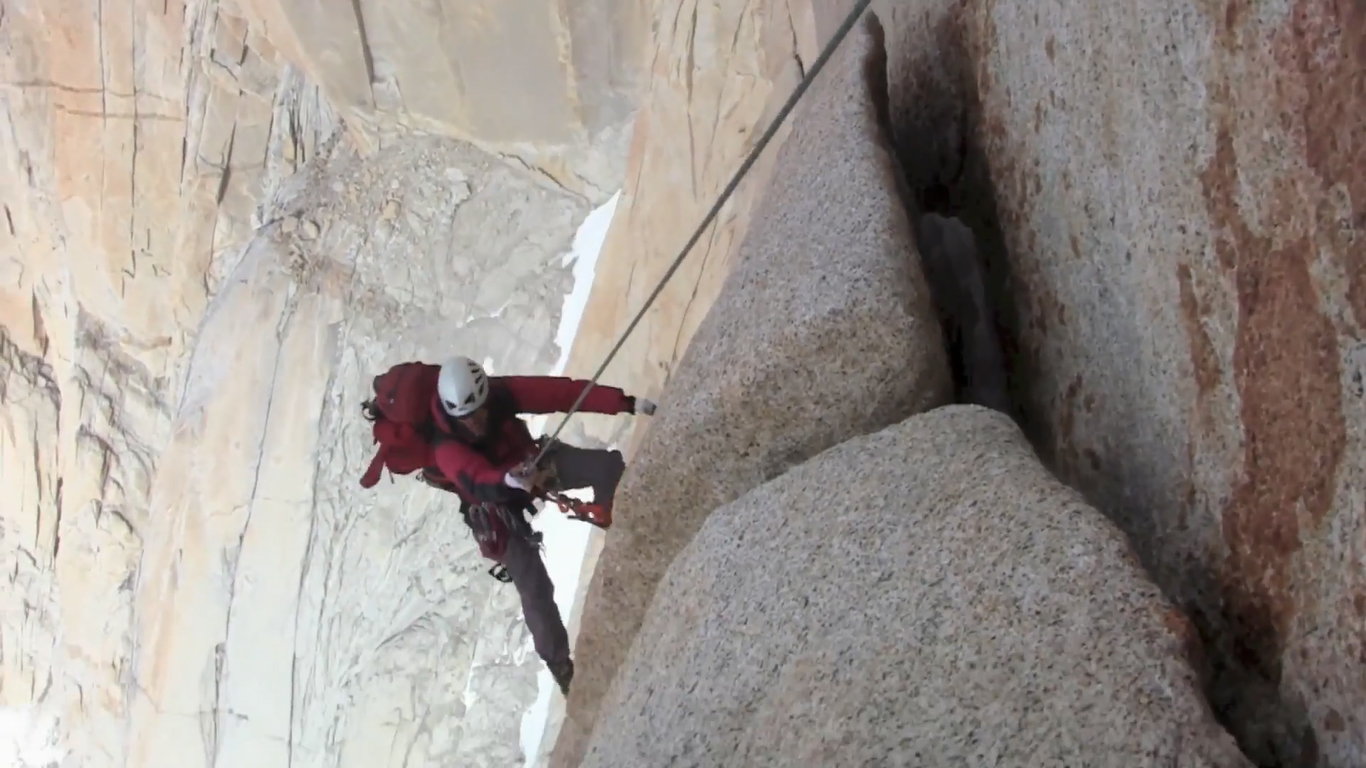
在安裝菲茨羅伊登山者：阿根廷

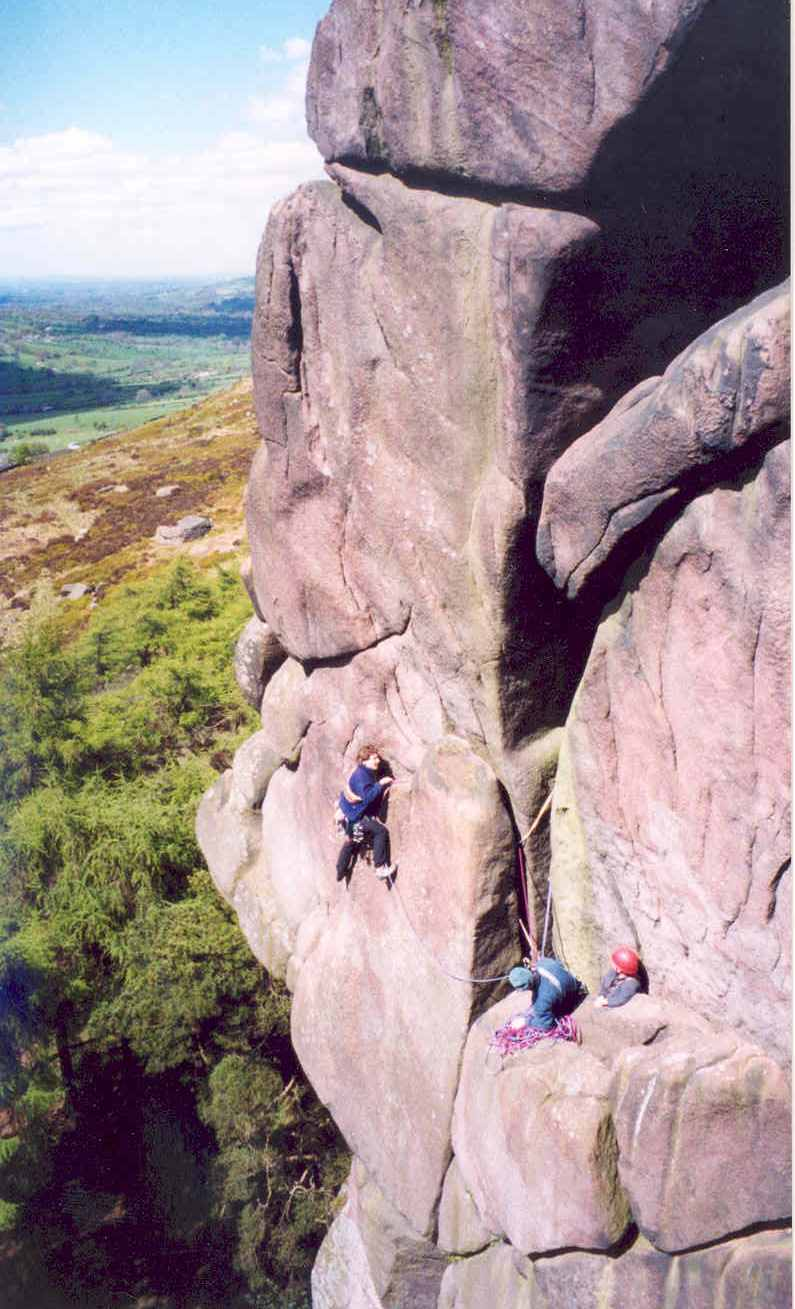
英國斯塔福德郡的高空攀岩

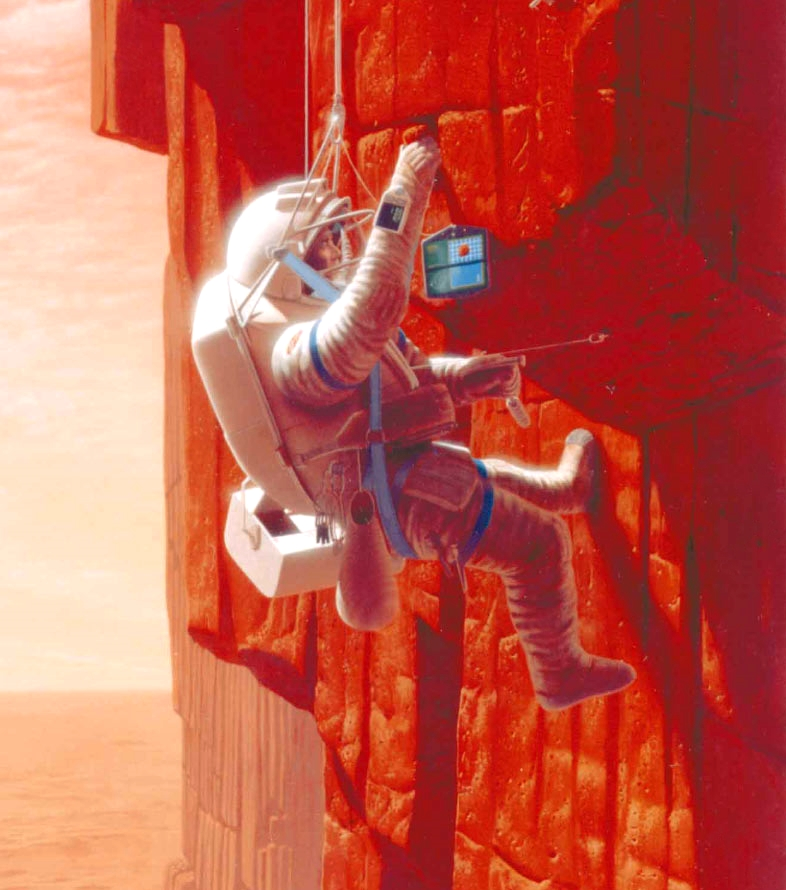
火星攀岩的想像圖

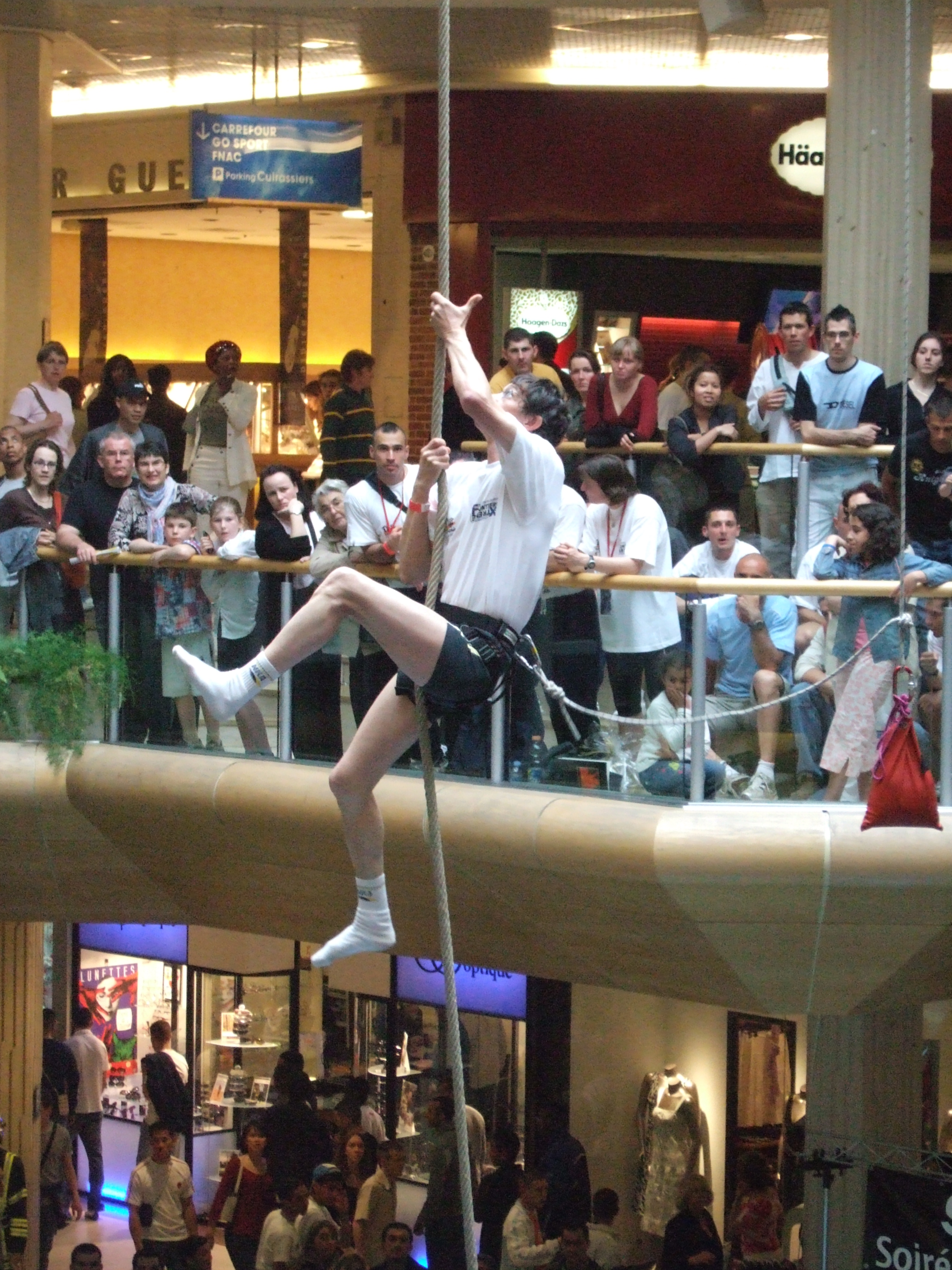
攀繩

攀岩是從登山衍生出的一項運動。在約1970年前攀岩一直屬於登山的一部分，目的只是為了克服登山過程中的困難。直到1970年之後，在法國，攀岩真正變成一項獨立運動。
由於文化差異及專業知識的深淺，外界也可能會把行山、上山、登高、攀山、運動攀登或傳統攀登等，合併稱為登山運動。
2016年8月3日，国际奥委会（IOC）正式宣布，攀岩运动将成为2020年夏季奥运会的奖牌项目（攀登競賽）。 由于 COVID-19，赛事首秀被推迟到 2021 年。 

## 類型

### 以地點分類
1. 戶外攀登─在戶外的天然岩壁上攀登
2. 室內攀登─在室內人工岩場攀登
3. 抱石─在不利用繩索，在一定的高度下進行路線的攀登。
4. 冰雪攀─利用冰斧（冰鎬）、冰鎚、冰爪等冰攀工具，在冰雪地上、結冰的瀑布或是冰牆上，使用冰攀工具攀登。
5. 繩隊攀登─因路線過長，需要多繩距的攀登，常為大岩壁攀登或是冰岩攀登。

### 以攀登方式分類
1. 傳統攀登（Traditional Climbing）：傳統攀登是由攀登者，沿路自行架設臨時保護點，進行攀岩時的保護，活動後予以清除。因沒有永久保護點，所以傳統攀登通常為沿著裂隙攀爬。可分為人工攀登與徒手攀登。
  1. 人工攀登（Aid Climbing）：使用人工工具攀爬攀登過程中會借助器材的能力，如手抓腳踩繩梯、固定點、保護點，如上升器、繩梯、岩釘、岩槌…等。但因岩釘對岩牆會造成破壞，在講究環保的現在，一般僅使用岩楔做固定點或確保點。
  2. 徒手攀登（Free Climbing）：這個名詞是相對於人工攀登而產生的，攀爬時只靠身體的四肢抓踩天然的把手點或踏足點，傳統裝備只是用來架設確保點，並非上升施力之用，而繩子只作為確保安全之用。
2. 運動攀登（Sport Climbing）：與傳統攀登不同之處是，攀爬路線已預先設置保護點，如耳片（bolts），攀登者不須要自行放置保護點，只需要扣上快扣（quickdraws），並以繩索保護。攀岩運動發展至今，因技術及器械的進步與推廣攀岩運動的目的，運動攀登因安全、入門容易等因素，目前已成為攀岩界的主流攀登方式。從早期攀岩一直發展到後期，部分的攀岩者漸漸離開高山岩場，而成為新興運動。攀登者攀爬已有永久保護點的岩場，如人工與天然岩場。攀登者的目的不再只是登頂而已，還有挑戰更難的路線。
3. 抱石（Bouldering）：不利用繩索，在安全的高度（約六米以下）進行的攀登。不用繩索的攀登方式，而是使用抱石墊。注意抱石須與獨攀（free solo）有所區別，並且也會使用岩粉。
4. 獨攀，類似運動攀登，但是沒有保護(無耳片)屬危險性極高之攀岩運動。

### 以確保方法分類
1. 先鋒攀登（Leading）：在岩牆上的保護點尚未架設前，攀岩者必須先鋒攀上去，沿路掛上快扣，再把繩子掛入快扣內作為確保。
  1. On-Sight：攀登者一次過完攀，沒有墜落，之前沒爬過該路線，亦沒看過別人攀爬或任何的相關資訊。
  2. Flash：攀登者一次過完攀，沒有墜落，之前沒爬過該路線，但是有看過別人攀爬或是研究過相關資料。
  3. Red-Point：與Flash一樣，攀登者一次過完攀，但曾經攀爬過該路線並墜落過。Red-Point就是經過練習後的Flash.
  4. Pink-Point：與Red-Point一樣，但路線上所有快扣已經預先設置好，攀登者（先鋒）只須入繩作保護。
  5. Yoyo：先放置確保點；在每次嘗試之後繩子就扣在某些確保點上。也就是說，每次都從最低點開始起攀，不過墜落後繩子並不取下，下次攀登時前次的部分是top-roping，超過前次高度後才轉換為先鋒。
  6. Hangdog:攀爬時，經過墜落，並可懸掛在岩壁上休息，然後完攀。
2. 上方確保（Top-roping）：事先將保護點架好在攀登路線的上方以懸掛繩索，攀爬者以該繩索作為保護進行攀登。
3. 後繼者攀登（Second）：為先鋒後攀登，沿路解開快扣（或回收先鋒所留下的快扣）前進。

## 競賽賽別
1. 先鋒（難度）賽: 通常在高十二公尺以上的人工岩牆舉行，比賽採On-Sight先鋒攀登，比賽前選手有約六分鐘的時間觀察路線，觀察後回到隔離區，再依次序出場。每名選手僅有一次攀登機會，且不得觀看別人比賽。限制時間六到八分鐘不等。最後依攀爬高度來計算成績。
2. 速度賽:速度賽的路線比難度賽簡單許多。在無失誤狀況下，每名選手皆能完攀。因此考驗的是選手攀爬的速度。
3. 抱石賽:與難度賽類似。抱石賽是在安全的高度下的岩場進行，而是以安全護墊為確保。在時間內不限攀登次數，每場約有４~8條路線，每條路線皆有中繼點(Zone)與完攀點，比賽成績以完攀（須通過中繼點）與抓到中繼點的數量與攀爬次數來評斷。

## 分級
1. 人工攀登─目前大家都使用同一種系統，但有很多種詮釋。
  - A1: 所有的固定點都很容易放置而且牢固。
  - A2: 固定點都還算牢固，但是放置不易。
  - A3: 固定點放置很難，但是還是可以找到幾個牢固的固定點。
  - A4: 一排固定點中有好幾個都只能勉強支撐身體的重量，千萬不要有大的墜落。
  - A5: 超過20米以上的固定點都只能勉強支撐身體的重量而已，墜落就掛了。
2. 抱石:V難度系統為約翰‧薛曼創立，難度從V0-開始到V16。
3. 自由攀登 
  - 1973年Sierra引進美國。(YDS系統)
    - 級數１：散步。
    - 級數２：健腳。
    - 級數３：簡單技巧，有時需用到雙手。
    - 級數４：手腳並用往上爬，刺激而不危險，不用繩子確保。
    - 級數５：光是手腳並用還不夠，需要點攀爬技巧，很危險，最好有繩子確保。
    - 級數６：人工攀登

  - 其他尚有英國系統、UIAA系統、巴西系統、澳洲系統與法國系統等。
4. 危險程度分級
  - 因傳統攀登需自行架設確保點，另外也有人以確保點的架設安全來分級。
  - 分為：S (safe, 常省略), R(risky), X(dangerous)
5. 比較表格

| Rock Climbing Rating Systems | Rock Climbing Rating Systems | Rock Climbing Rating Systems | Rock Climbing Rating Systems | Rock Climbing Rating Systems | Rock Climbing Rating Systems | Rock Climbing Rating Systems |
| ---------------------------- | ---------------------------- | ---------------------------- | ---------------------------- | ---------------------------- | ---------------------------- | ---------------------------- |
|                              |                              |                              |                              |                              |                              |                              |
| Sierra (USA)                 | British (UK)                 | British (UK)                 | French                       | UIAA (Central Europe)        | Australian                   | GDR (Eastern Europe)         |
|                              |                              |                              |                              |                              |                              |                              |
| 5.4                          |                              |                              |                              |                              |                              |                              |
| 5.5                          | 4a                           | VS                           |                              |                              |                              |                              |
| 5.6                          | 4b                           |                              |                              |                              |                              |                              |
| 5.7                          | 4c                           |                              |                              |                              | 15                           |                              |
| 5.8                          |                              | HVS                          | 5a                           | 6-                           | 16                           | VIIa                         |
| 5.9                          | 5a                           |                              | 5b                           | 6                            | 17                           | VIIb                         |
| 5.10a                        |                              | E1                           | 5c                           | 6+                           | 18                           | VIIc                         |
| 5.10b                        | 5b                           |                              | 6a                           |                              | 19                           |                              |
| 5.10c                        |                              | E2                           |                              | 7-                           | 20                           | VIIIa                        |
| 5.10d                        | 5c                           |                              | 6b                           | 7                            | 21                           | VIIIb                        |
| 5.11a                        |                              | E3                           |                              | 7+                           | 22                           | VIIIc                        |
| 5.11b                        |                              |                              | 6c                           |                              | 23                           |                              |
| 5.11c                        | 6a                           | E4                           |                              | 8-                           | 24                           | IXa                          |
| 5.11d                        |                              |                              | 7a                           | 8                            | 25                           | IXb                          |
| 5.12a                        |                              | E5                           |                              | 8+                           | 26                           | IXc                          |
| 5.12b                        | 6b                           |                              | 7b                           |                              |                              |                              |
| 5.12c                        |                              | E6                           |                              | 9-                           | 27                           | Xa                           |
| 5.12d                        | 6c                           |                              | 7c                           | 9                            | 28                           | Xb                           |
| 5.13a                        |                              | E7                           |                              | 9+                           | 29                           | Xc                           |
| 5.13b                        |                              |                              | 8a                           |                              |                              |                              |
| 5.13c                        | 7a                           |                              |                              | 10-                          | 30                           |                              |
| 5.13d                        |                              | E8                           | 8b                           | 10                           | 31                           |                              |
| 5.14a                        |                              |                              |                              | 10+                          | 32                           |                              |
| 5.14b                        | 7b                           |                              | 8c                           |                              |                              |                              |
| 5.14c                        |                              | E9                           |                              | 11-                          | 33                           |                              |
| 5.14d                        | 7c                           |                              | 9a                           | 11                           |                              |                              |

## 術語

### 岩點類型
- Jug：開放的把手點
- Pinch：長條形岩點
- Crimp / Crimper：體積非常小且薄的岩點
- Sloper：呈球形或半月形的大岩點
- Pocket：可容納1至2根手指的指洞，洞口小用以限制伸進去手指數量
- Volume：巨大的棱鏡狀岩點，亦可稱作地形，通常被當作牆面的延伸
- Crack：兩堵相近牆壁之間的縫隙
- Horn：突出的把手，通常像Sloper一樣光滑
- Arête：尖角或垂直邊緣

## 裝備
- 吊帶：安全吊帶的設計以分散衝擊力、人體舒適、安全為要點，可分為攀登用與多功能用兩種。
- 攀岩鞋：攀岩鞋最大的特色就是很合腳，是為了讓腳能用腳尖在很小的點上施力，剛開始攀岩的人會不太習慣，會有點痛。設計良好的岩鞋不但能幫助攀岩，也能保護腳。
- 岩盔：岩盔可保護頭部，防止小落石等東西及墜落時的意外撞擊。
- 粉袋：將鎂粉置於粉袋中，而粉袋則扣或綁在腰際；液体鎂粉和鎂粉（碳酸鎂粉）作用是吸收手掌上的汗水，以防止滑落。
- 快扣組（quickdraw）：由兩只鉤環與一條繩環組，用來連接攀登繩與岩面上的確保點，確保點可為岩楔或耳片（bolt）。將快扣掛入確保點後，將繩子掛入快扣中，可保護確保者在意外墜落。
- 確保器：安全確保使確保者用之來連接攀登繩，以增加摩擦力達到制動目的的方式來確保攀登者安全。常見確保器有豬鼻子（ATC），八字環（figure 8），GriGri。
- 鉤環：連接安全吊帶與固定點或上攀、下降確保主繩，以不鏽鋼或鋁合金為材質，方便單手操作，不同鉤環有不同的承重，一般約為2000公斤左右。
- 主繩：攀登主繩主要作用是當攀登者不管任何因素墜落時，保護攀登者用。攀登用繩都必須經過U.I.A.A或C.E.檢驗合格，依使用方法與粗細可分為單繩、雙繩、雙子繩（對繩），或是分為靜態繩與動態繩。先鋒攀登必需使用動態繩。
- 抱石墊：為了減少戶外抱石的運動傷害所設計的墊子。

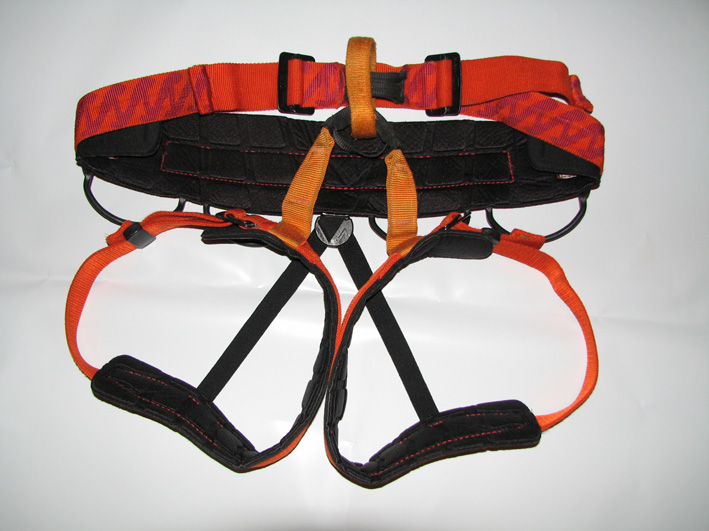
坐式吊帶(安全帶)
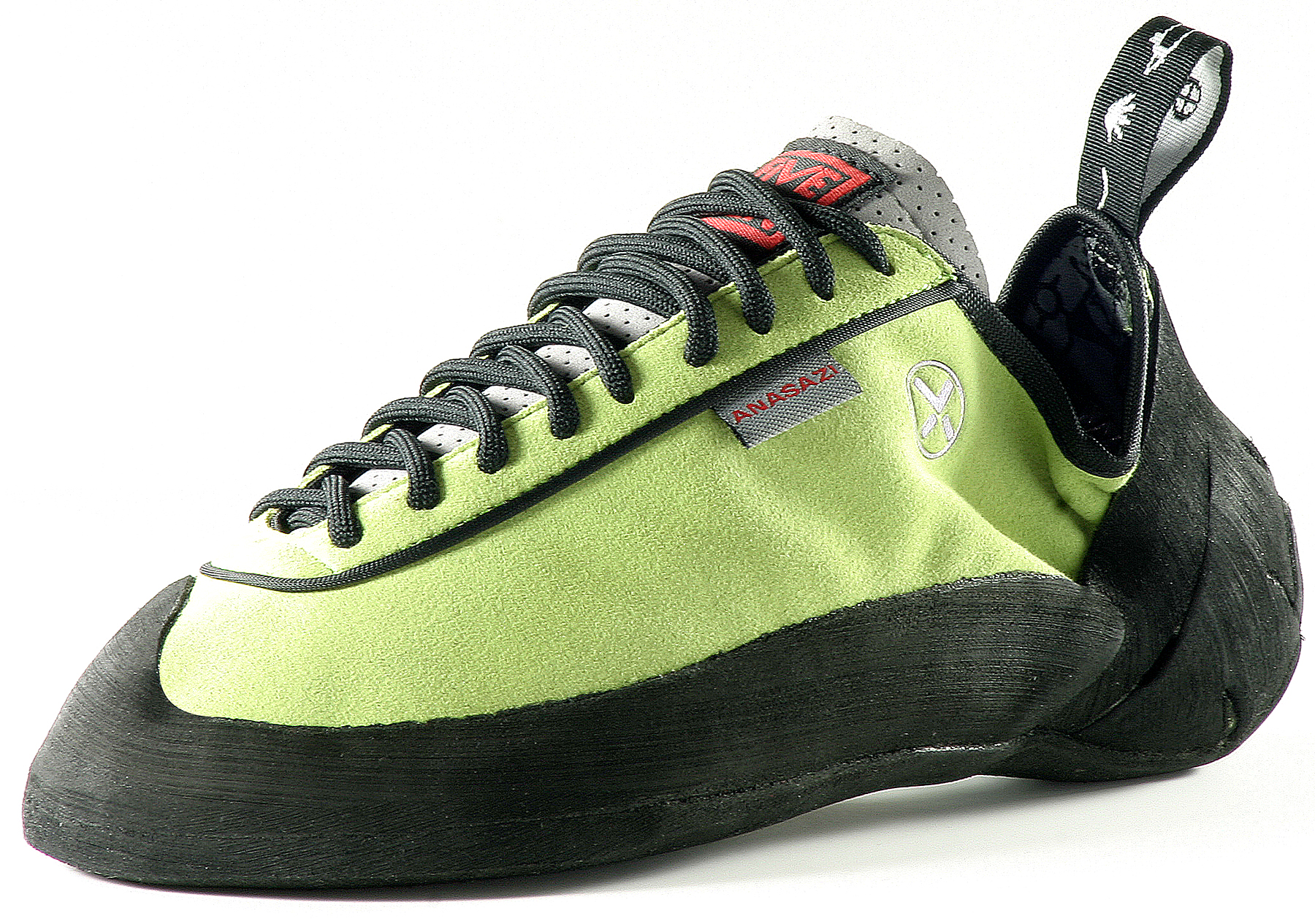
Climbing shoe，攀岩鞋
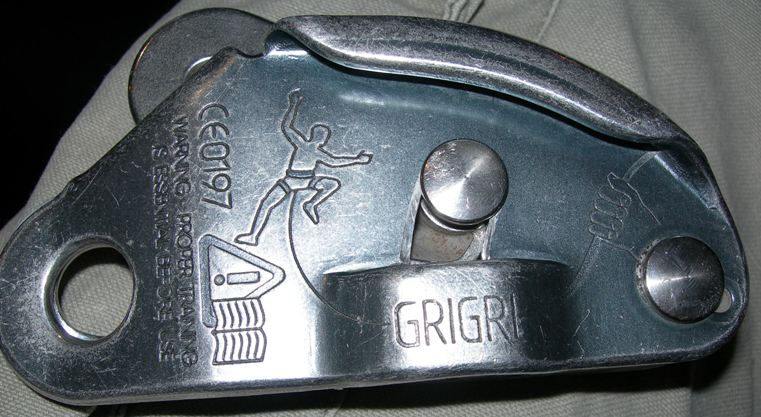
The Grigri
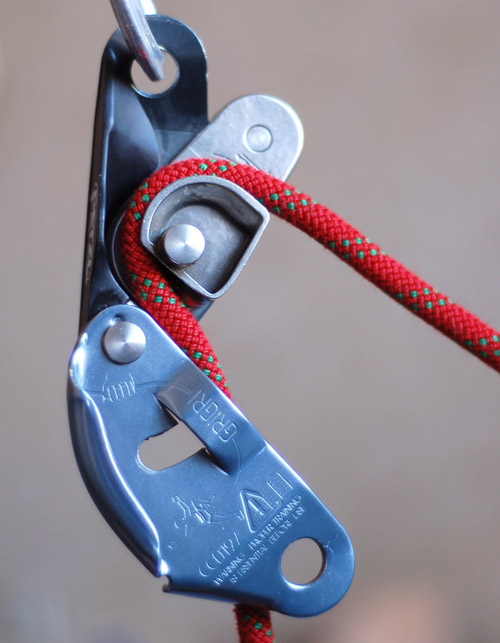
An open Grigri

## 運動傷害
攀岩運動大量使用手部力量，因而運動傷害集中於手指、手腕、手肘及肩部等部位。其中手指的側韌帶與第二環狀滑車較為常見。如果忽略某些症狀，可能會導致永久性損傷，特別是對於肌腱、腱鞘、韌帶和關節囊方面的損害。常見的做法是使用膠帶纏繞手指和手肘，以預防受傷。

## 外部連結
- 中國香港攀山及攀登總會 （页面存档备份，存于）
- 香港攀登運動總會
- 台灣攀岩資料庫 （页面存档备份，存于）